# Heliamfora
Heliamfora (Heliamphora) je botanický rod. Zástupci tohoto rodu patří mezi masožravé rostliny. Vyskytují se výhradně v oblasti Guyanské vysočiny (jižní a jihovýchodní Venezuela, jižní Guyana, severní Brazílie), kde jsou vázány na vrcholové plošiny stolových hor. Podobně jako ostatní z čeledi špirlicovitých loví hmyz do konvicovitých pastí vyrůstajících ze země.

## Zástupci
V současné době je uznáváno těchto 23 druhů:
- Heliamphora arenicola
- Heliamphora ceracea
- Heliamphora chimantensis
- Heliamphora ciliata
- Heliamphora collina
- Heliamphora elongata
- Heliamphora exappendiculata
- Heliamphora folliculata
- Heliamphora glabra
- Heliamphora heterodoxa
- Heliamphora hispida
- Heliamphora huberi
- Heliamphora ionasi
- Heliamphora macdonaldae
- Heliamphora minor
- Heliamphora neblinae
- Heliamphora nutans
- Heliamphora parva
- Heliamphora pulchella
- Heliamphora purpurascens
- Heliamphora sarracenioides
- Heliamphora tatei
- Heliamphora uncinata